# Bonfilsia pejoti
Bonfilsia pejoti är en skalbaggsart som beskrevs av Fortuné Chalumeau och Touroult 2004. Bonfilsia pejoti ingår i släktet Bonfilsia och familjen långhorningar.
Artens utbredningsområde är Martinique. Inga underarter finns listade.